# Колвин, Шон
Шон Колвин (Shawn Colvin, род. 10 января, 1956, Вермиллион, Южная Дакота, США) — современная американская певица, автор-исполнитель в жанре фолк-музыки. Трижды лауреат премии «Грэмми» (1991, дважды в 1998).

## Биография

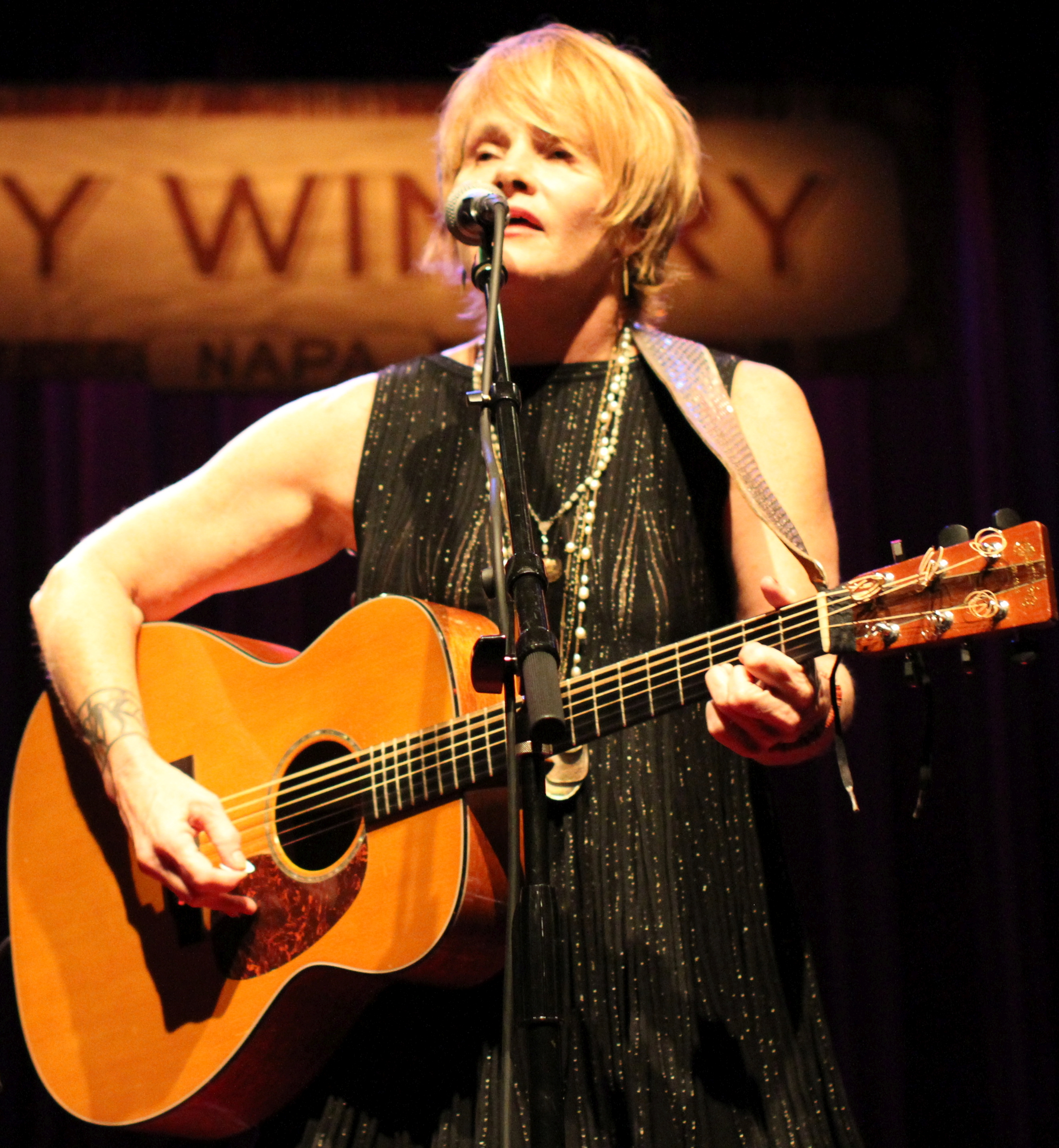
В 2015 году

Выросла в городке Карбондейл в Иллинойсе, училась в местном университете, с 15 лет на любительской сцене, подражала Джони Митчелл. С конца 1970-х выступала на профессиональной сцене (продюсер Джон Левенталь), но признания не добилась. Свидетельства её голоса тех лет — подпевки в записях Сьюзен Вега (песня «Luka») и Мэри Карпентер («The Hard Way»). Позже, в 1990-е, и Вега, и Карпентер принимали участие в записях сольных альбомов Колвин.
Первый сольный альбом Шон Колвин, Steady On (1991), был хорошо встречен критикой и получил Грэмми по классу фолк-музыки, но продавался слабо (как и последующие Fat City и Сover Girl). Коммерческий успех пришёл только в октябре 1996 года, в сорок лет, с выпуском платинового А Few Small Repairs. Альбом и песня Sunny Came Home взяли по Грэмми (само награждение было задержано из-за выхода к микрофону рэпера Ol' Dirty Bastard'a). Последующие записи, вплоть до последнего альбома, These Four Walls, подобного успеха уже не принесли.
Шон Колвин живёт в Остине и эпизодически выступает на местной сцене, но отказалась от масштабных концертных проектов. На телевидении появляется эпизодически, дважды озвучивала роль Рэйчел Джордан в сериале «Симпсоны».
Брат певицы, Джефф Колвин — главный редактор журнала Fortune.

## Премии «Грэмми»
- 1991 — лучший альбом в фолк-жанре (Steady On)
- 1998 — альбом года (А Few Small Repairs)
- 1998 — песня года (Sunny Came Home)

## Сольная дискография
- 1989 — Steady On
- 1992 — Fat City
- 1994 — Cover Girl
- 1995 — Live '88
- 1996 — A Few Small Repairs (платиновый)
- 1998 — Holiday Songs and Lullabies
- 2001 — Whole New You
- 2004 — Polaroids: A Greatest Hits Collection
- 2006 — These Four Walls